# 第6屆金鐘獎
第6屆金鐘獎是1970年台灣廣播界的年度盛事之一，表揚1970年度傑出的台灣廣播藝人。
第15屆之前，金鐘獎採事前公佈得獎名單的方式，因此無「入圍名單」。

## 得獎名單
例如之標記為該獎項得獎者。

## 外部連結
- 59年金鐘獎得獎名單【一般廣播節目獎】 （页面存档备份，存于）.文化部影視及流行音樂產業局.1970-10-10
- 59年金鐘獎得獎名單【甄選節目】 （页面存档备份，存于）.文化部影視及流行音樂產業局.1970-10-10
- 59年金鐘獎得獎名單【個人技術獎】 （页面存档备份，存于）.文化部影視及流行音樂產業局.1970-10-10
- 59年金鐘獎得獎名單【對大陸廣播節目獎】 （页面存档备份，存于）.文化部影視及流行音樂產業局.1970-10-10